# 합천 농산정
합천 농산정(陜川 籠山亭)은 대한민국 경상남도 합천군 가야면에 있는 건축물이다.
1990년 1월 16일 경상남도의 문화재자료 제172호 농산정으로 지정되었다가, 2018년 12월 20일 현재의 명칭으로 변경되었다.

## 개요
신라말의 학자이며 문장가인 최치원(857∼？)이 지은 정자로, 은거 생활을 하던 당시에 글을 읽거나 바둑을 두며 휴식처로 삼았던 곳이다.
최치원은 신라의 유교학자들 중에서 대표적인 인물이다. 당나라로 유학가서 과거에 급제한 후, 중국에서 황소의 난이 일어나자 「토황소격문」이라는 글을 써서 이름을 날렸다. 귀국 후 정치개혁을 위해 노력을 기울였으나 받아들여지지 않자, 관직을 떠나 가야산에 은거하면서 여생을 보냈다.
건물을 세운 시기는 정확하게 알 수 없으나, 1922년 해체해서 원래대로 다시 지은 것을 1936년 보수하여 오늘에 이르고 있다.
건물의 규모는 앞면과 옆면이 모두 2칸씩이며, 지붕은 옆면에서 볼 때 여덟 팔(八)자 모양인 팔작지붕으로 꾸몄다.

## 참고 자료
- 농산정 - 국가유산청 국가유산포털